# Chiroubles
Chiroubles ist eine französische Gemeinde mit 416 Einwohnern (1. Januar 2022) im Département Rhône in der Region Auvergne-Rhône-Alpes. Chiroubles gehört zum Arrondissement Villefranche-sur-Saône und zum Kanton Belleville-en-Beaujolais (bis 2015: Kanton Beaujeu). Die Einwohner werden Chiroublons genannt.

## Geografie
Chiroubles befindet sich etwa 19 Kilometer nordnordwestlich von Villefranche-sur-Saône. Umgeben wird Chiroubles von den Nachbargemeinden Vauxrenard im Norden, Fleurie im Osten, Villié-Morgon im Süden und Westen sowie Deux-Grosnes mit Avenas im Westen und Nordwesten.

## Bevölkerungsentwicklung
| Jahr                       | 1962 | 1968 | 1975 | 1982 | 1990 | 1999 | 2006 | 2013 |
| Einwohner                  | 389  | 415  | 409  | 369  | 379  | 349  | 354  | 413  |
| Quellen: Cassini und INSEE |      |      |      |      |      |      |      |      |

## Sehenswürdigkeiten
- Kirche Saint-Germain
- Rathaus

## Persönlichkeiten
- Victor Pulliat (1827–1896), Önologe